# Tours de Serranos
 (mars 2025).
Si vous disposez d'ouvrages ou d'articles de référence ou si vous connaissez des sites web de qualité traitant du thème abordé ici, merci de compléter l'article en donnant les références utiles à sa vérifiabilité et en les liant à la section « Notes et références ».
Les tours de Serranos (en castillan Torres de Serranos et en valencien Porta dels Serrans [porte des Serrans] ou Torres dels Serrans)  forment une porte de la ville espagnole de Valence. Le bâtiment est considéré comme l'un des sites touristiques les plus importants de la ville.

## Emplacement
Les tours de Serranos sont situées à l'extrémité nord de la vieille ville historique de Valence, directement sur le lit asséché du Turia. Le Pont dels Serrans traverse le lit de la rivière et se termine sur la place Puente De Serranos au nord des tours. Les tours sont bordées au sud par la Plaça dels Furs.

## Histoire
Les tours de Serranos ont été construites par le maître d'œuvre Pere Balaguer entre 1392 et 1398 et sont l'une des principales portes des remparts médiévaux de la ville. Le nom des tours fait référence à la région des Serranos, d'où proviennent à l'époque la plupart des personnes qui entrent à Valence par cette porte. Les routes royales de Saragosse et de Barcelone traversaient cette région jusqu'aux Tours de Serranos. En 1586, la structure devient l'une des prisons de la ville. En raison des protestations contre les conditions inhumaines dans les tours, la prison est fermée en 1888. En 1865, les remparts entourant la ville sont démolis. La maçonnerie arrière, qui fait face à la ville, est retirée de la structure. Pendant la guerre civile espagnole, les tours sont utilisées à partir de novembre 1936 pour protéger des œuvres d'art provenant de Madrid. Environ 500 tableaux du musée du Prado sont conservées dans une tour, 300 tapisseries du Palacio Nacional dans l'autre, les tours faisant l'objet de travaux pour les rendre plus résistantes à un possible bombardement. L'évolution de la guerre amène le transfert des œuvres à Figueras au printemps 1938. Ces tours n'ont jamais été au cœur d'une bataille et sont donc encore en très bon état au XXIe siècle. En 1931, les tours ont été déclarées monument historique et artistique.
En plus des tours de Serranos, seule la porte des tours de Quart a survécu des douze portes de la ville d'origine. Le début des fallas est traditionnellement célébré devant les tours.

## Architecture

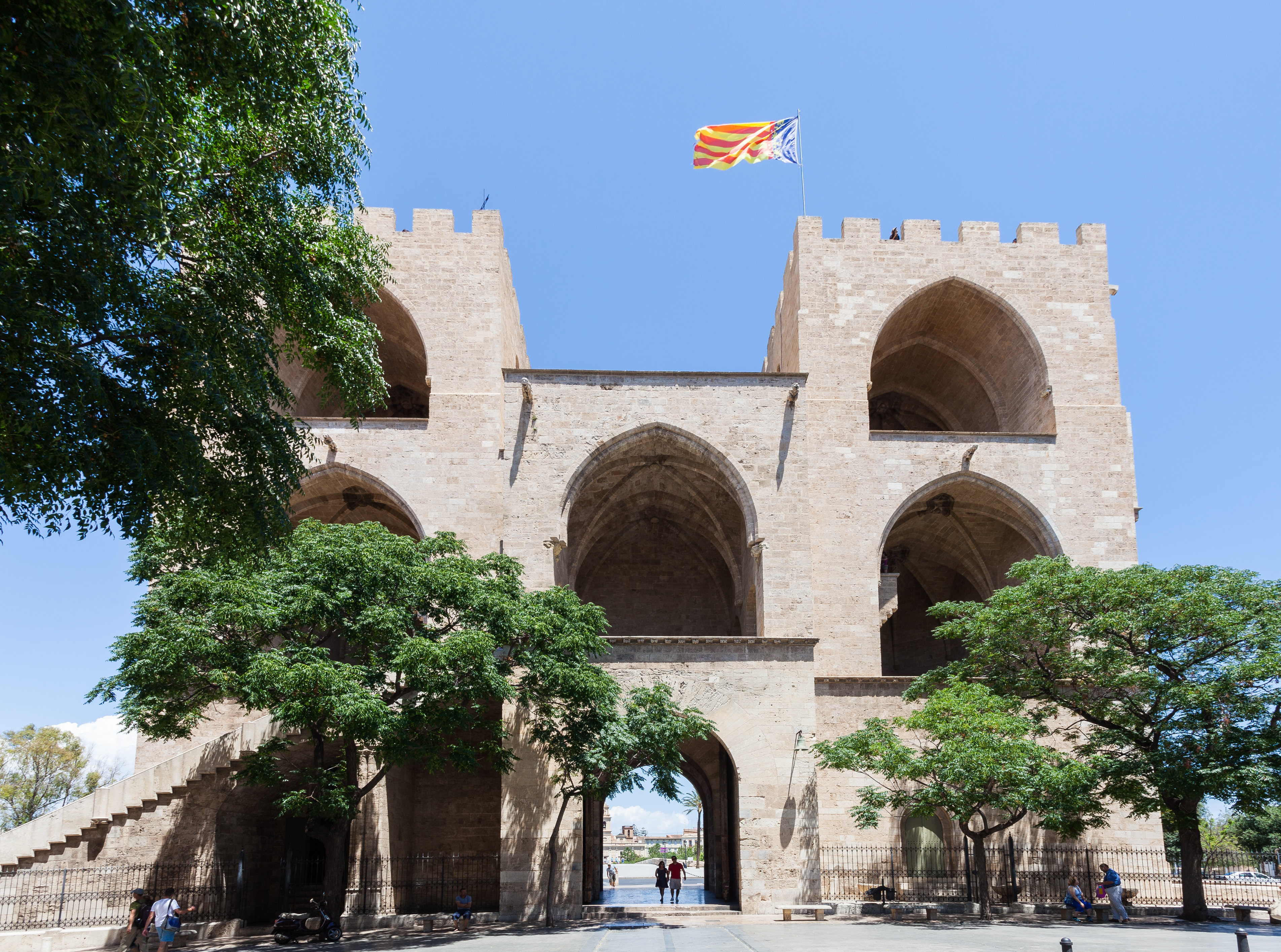
La façade sud, ouverte.

Les tours de Serranos ont été construites dans le style gothique valencien. Le bâtiment est symétrique. Les deux tours pentagonales de 33 mètres de haut sont reliées par une section centrale de deux étages. Le bâtiment central contient une porte voûtée. La façade nord faisant face à l'ancien fleuve est richement décorée d'ornements, ce qui indique que les tours n'ont pas seulement un rôle défensif militaire mais également une fonction de représentation. En raison de la démolition de la muraille de la ville, les tours n'ont pas de façade sud, les cinq salles de l'édifice aux arcs brisés et aux voûtes d'ogives sont donc ouvertes côté ville.